# Campionatul de Fotbal al României 1909
První ročník Campionatul de Fotbal al României 1909 (Rumunského fotbalového mistrovství) se konal od 6. prosince do 15. prosince 1909. Oficiální název zněl Cupa Asociațiunii Române de foot-ball 1909.  
Turnaje se zúčastnily tři kluby. Byly to dva kluby z Bukurešti (CS Olympia Bukurešť a Colentina AC București) a také jeden klub z Ploješti (United Ploiești). Vítězem turnaje se stal CS Olympia Bukurešť, který byl v tabulce lepší než soupeři.